# Stolen Dance
Stolen Dance è un singolo del gruppo musicale tedesco Milky Chance, pubblicato il 5 aprile 2013 come primo estratto dal primo album in studio Sadnecessary.

## Tracce
Download digitale
1. Stolen Dance – 4:44

## Classifiche
| Classifica (2013-2014) | Posizione raggiunta |
| ---------------------- | ------------------- |
| Australia              | 2                   |
| Austria                | 1                   |
| Belgio (Fiandre)       | 3                   |
| Belgio (Vallonia)      | 1                   |
| Francia                | 1                   |
| Germania               | 2                   |
| Italia                 | 6                   |
| Paesi Bassi            | 3                   |

### Classifiche di fine anno
| Classifica (2014) | Posizione |
| ----------------- | --------- |
| Italia            | 18        |

## Uso nei media
Nel 2014 è stata la colonna sonora degli spot televisivi Enel.